# Reprezentacja Urugwaju U-20 w rugby union mężczyzn
Reprezentacja Urugwaju U-20 w rugby union mężczyzn – juniorski zespół Urugwaju w rugby union. Za jego funkcjonowanie odpowiedzialny jest Unión de Rugby del Uruguay, członek World Rugby oraz Sudamérica Rugby.
Został stworzony w celu uczestniczenia w organizowanych przez IRB turniejach – Junior World Championships i Junior World Rugby Trophy – zastępujących zlikwidowane mistrzostwa drużyn U-19 i U-21.

## Turnieje
| Rok  | Turniej           | Miejsce           | Źródło            |
| ---- | ----------------- | ----------------- | ----------------- |
| 2008 | JWRT              | 1.                |                   |
| 2009 | JWC               | 16.               |                   |
| 2010 | JWRT              | 5.                |                   |
| 2011 | JWRT              | 4.                |                   |
| 2012 | nie brała udziału | nie brała udziału | nie brała udziału |
| 2013 | JWRT              | 7.                |                   |
| 2014 | JWRT              | 4.                |                   |
| 2015 | WRT               | 3.                |                   |
| 2016 | WRT               | 6.                |                   |
| 2017 | WRT               | 3.                |                   |